# Asarcornis scutulata
El pato de jungla, pato de la jungla, o pato de alas blancas (Asarcornis scutulata anteriormente: Cairina scutulata), es la única especie que integra el género monotípico: Asarcornis, de la familia Anatidae. Esta ave se distribuye en el sudeste de Asia. En la India se lo considera el ave estatal de Assam.

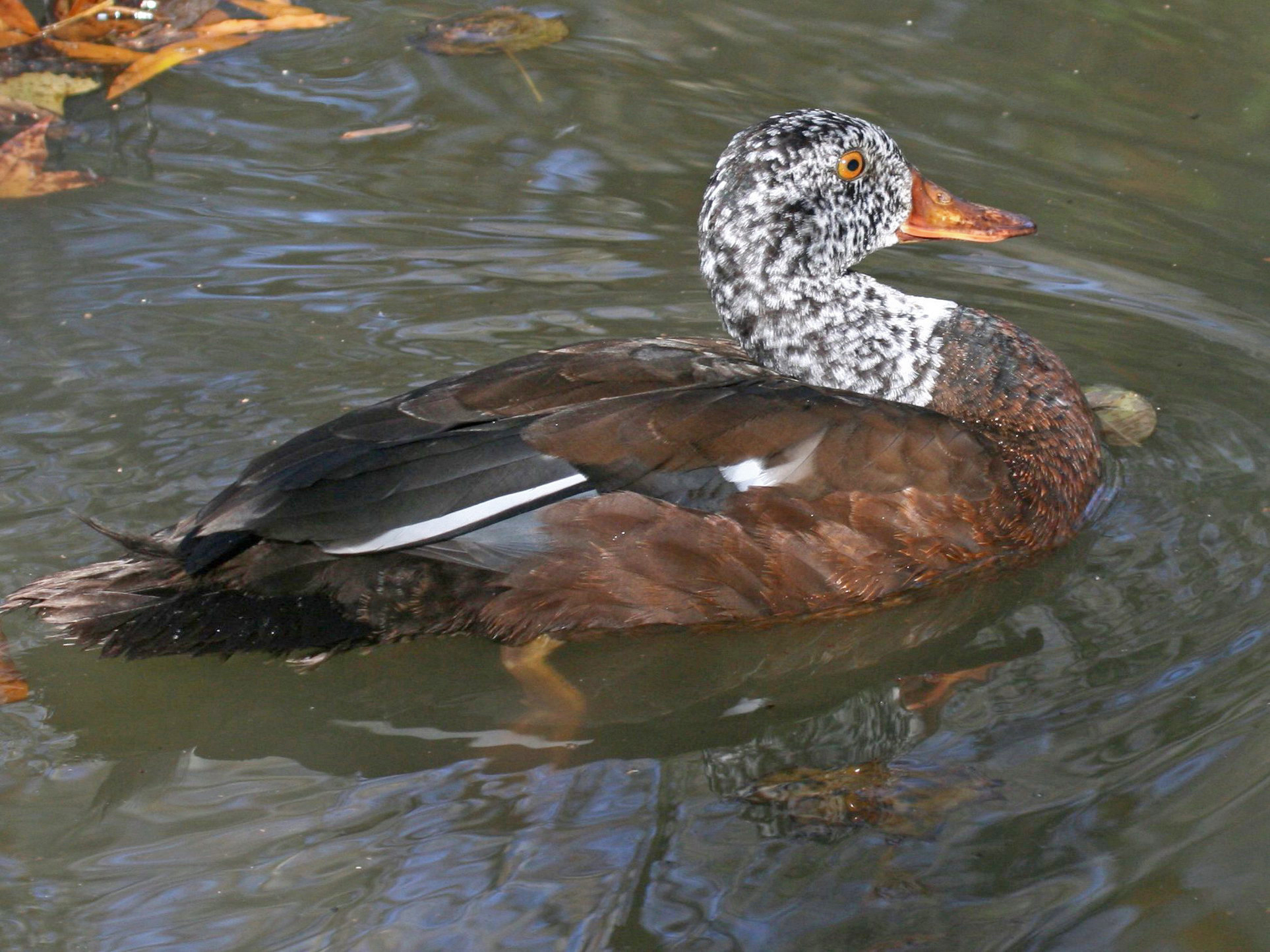
Un ejemplar cautivo en Carolina del Norte.

## Distribución y hábitat
Se extiende en el sudeste de Asia. Antiguamente su distribución estaba más extendida, incluso también en Java, pero en la década de 2010 sólo mantiene poblaciones relictas en Bangladés, Sumatra, Tailandia, Vietnam, Birmania, Laos, Camboya, Indonesia, Bhután, y la India.

## Características
Con una longitud de 66 a 81 cm y una envergadura de entre 116 y 153 cm, Asarcornis scutulata es una de las mayores especies de patos. El peso de los ejemplares adultos, tratándose de machos es de entre 2,95 y 3,90 kg, mientras que en las hembras es de entre 1,95 y 3,05 kg. 
En los adultos destaca el color negro del plumaje en general, el cual contrasta con la cabeza y el cuello blanquecino. Los machos tienen pico amarillento ahumado opaco, la cabeza y en la parte superior del cuello moteados de negruzco, coberteras inferiores y medias blancas, y bordes interiores de terciarias y secundarias gris azulados. En vuelo, las cobertoras alares blancas contrastan con el resto del plumaje. Las hembras son más pequeñas y por lo general muestran más densamente moteados la cabeza y la parte superior del cuello. El juvenil es de coloración amarronada apagada.

## Costumbres
Se alimenta solo por la noche. Su dieta se compone de alimentos de origen vegetal, los que consisten en semillas, plantas acuáticas, granos, en especial de arroz. Los complementa con otros de origen animal que captura en el medio acuático: pequeños peces, caracoles, e insectos acuáticos. Habita en humedales naturales y artificiales, tanto estancados como de lento movimiento, dentro o adyacentes a selvas y bosques tropicales, pantanosos, caducifolios, o perennifolios, pues depende de los árboles, tanto para posarse como para anidar, ya que generalmente lo hace en huecos de árboles. A pesar de tierras bajas (por debajo de c.200 m) proporcionan un El hábitat óptimo se presenta por debajo de los 200 m s. n. m., aunque localmente en ríos de mesetas llega hasta los 1400 m s. n. m.

## Taxonomía
Esta especie monotípica fue descrita originalmente por Salomon Müller en el año 1842, bajo el nombre científico de: Anas scutulata. Su localidad tipo es: «Java». El género fue descrito por Tommaso Salvadori en el año 1895.
Asarcornis scutulata es un pato de gran tamaño, que anteriormente era colocado en el género Cairina (compartiéndolo de este modo con Cairina moschata dentro de la subfamilia Anatinae. Sin embargo, una serie de análisis del genoma mitocondrial citocromo b y la secuencia de ADN de la subunidad proteica NADH deshidrogenasa, agregado a su patrón biogeográfico de distribución, indican que la similitud fenotípica con Cairina moschata no se corresponde con la escasa proximidad genética que en realidad presentan ambos taxones.

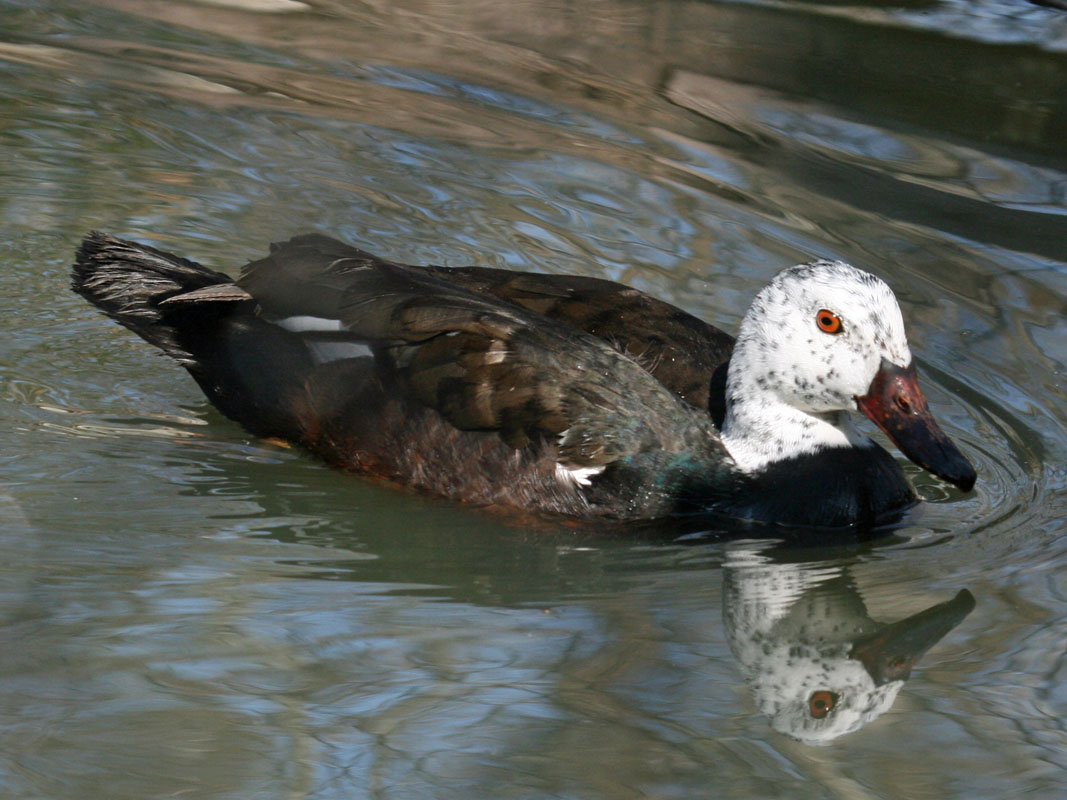
Un ejemplar cautivo en Carolina del Norte.

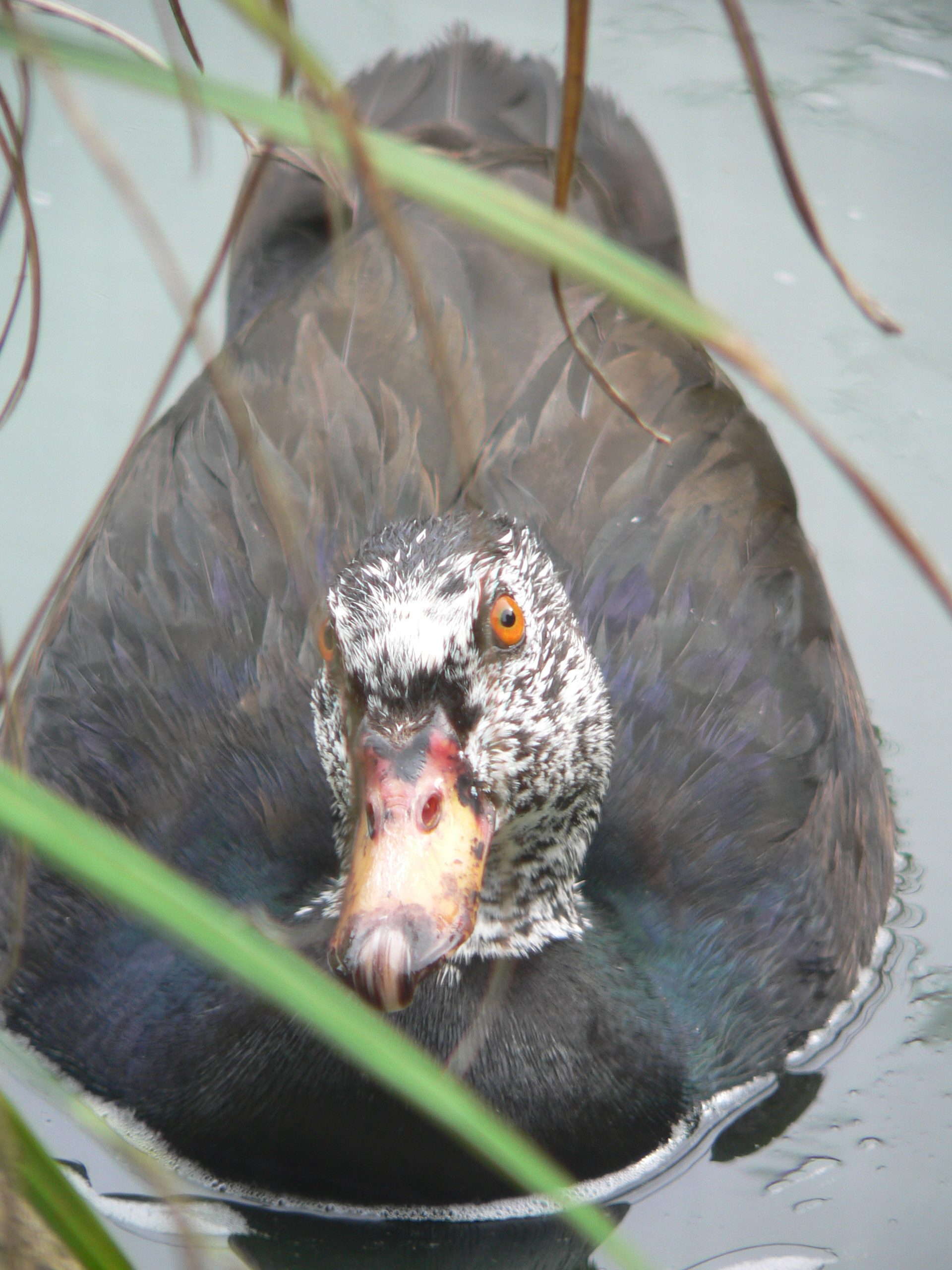
Asarcornis scutulata.

## Conservación
Esta especie ha experimentado un importante descenso poblacional, el que ha llevado a que se estime para la especie, un total de sólo 1000 ejemplares.
- En Laos, Tailandia, Vietnam y Camboya: 200;
- En Sumatra e Indonesia: 150;
- En la India,[6] y Bangladés: 450;
- En Bhután,[7] y Myanmar: «algunos cientos».

Debido a la continua pérdida de su hábitat, su pequeño tamaño poblacional, sumado a que este anátido se continúa cazando y colectando sus huevos para servir de alimento, esta especie está categorizada como «En Peligro» en la Lista Roja de especies amenazadas de la UICN; también aparece en el Apéndice l del Convenio sobre el Comercio Internacional de Especies Amenazadas de Fauna y Flora Silvestre (CITES).